# Lac d'Onoz
Le lac d'Onoz est un lac privé français situé à 2,5 km du village d'Onoz dans le département du Jura.